# Praxithea (escarabajo)
Praxithea es un género de escarabajos longicornios de la tribu Torneutini.

## Especies
- Praxithea angusta Lane, 1966
- Praxithea beckeri Martins & Monné, 1980
- Praxithea borgmeieri Lane, 1938
- Praxithea chavantina Lane, 1949
- Praxithea derourei (Chabrillac, 1857)
- Praxithea fabricii (Audinet-Serville, 1834)
- Praxithea guianensis Tavakilian & Monné, 2002
- Praxithea javetii (Chabrillac, 1857)
- Praxithea lanei Joly, 1999
- Praxithea melzeri Lane, 1956
- Praxithea morvanae Tavakilian & Monné, 2002
- Praxithea peruviana Lane, 1966
- Praxithea seabrai Tavakilian & Monné, 2002
- Praxithea thomsonii (Chabrillac, 1857)
- Praxithea thouvenoti Tavakilian & Monné, 2002
- Praxithea travassosi Lane, 1939